# Gorenja Ravan
Gorenja Ravan este o localitate din comuna Gorenja vas - Poljane, Slovenia, cu o populație de 19 locuitori.